# 1. ваздухопловна команда
1. ваздухопловна команда била је здружена јединица Ратног ваздухопловства Југословенске народне армије. Настала је преформирањем 44. ваздухопловне ловачко-бомбардерске дивизије у складу са новом организацијом Ратног ваздухопловства према плану Дрвар 27. јуна 1959. године. У њеном саставу су биле јединице на аеродромима Батајница и Земун.
Према плану реорганизације Ратног ваздухопловства Дрвар 2 преформирана је у 1. ваздухопловни корпус 2. маја 1964. године.

## Организација

### Потчињене јединице
Авијацијске јединице
- 88. ловачко-бомбардерски авијацијски пук
- 204. ловачко-бомбардерски авијацијски пук
- 103. извиђачки авијацијски пук (до 1960.)
- 119. транспортни авијацијски пук
  - Ескадрила за везу 1. ваздухопловне команде (до 1961.)[2]
  - Ваздухопловна ескадрила лаке борбене авијације 1. ваздухопловне команде (од 1961. 460. ескадрила лаке борбене авијације)[3]

Ваздухопловно-техничке јединице
- 177. ваздухопловна база
- 191. ваздухопловна база

Јединице ВОЈИН
- 1. пук ВОЈИН

Јединице везе
- 112. батаљон везе

## Командант
- пуковник Никола Лекић